# Sturisomatichthys guaitipan
Sturisomatichthys guaitipan — вид сомоподібних риб родини лорікарієвих (Loricariidae). Описаний у 2019 році разом з двома іншими видами — Sturisomatichthys reinae та Sturisomatichthys varii.

## Назва
Вид названо на честь касики Гаїтани (або Гуаїтіпани) — лідерки антиіспанського повстання індіанців ялкон у 1539—1540 роках на території сучасної Колумбії.

## Поширення
Ендемік Колумбії. Поширений в басейні середньої та верхньої частини річки Магдалена.